# 畠山友志
畠山 友志（はたけやま ゆうし、1998年12月15日 - ）は、日本のサッカー選手。石川県羽咋郡出身。ポジションはミッドフィルダー。

## 来歴
2017年9月12日より　FC TOLEDO （ブラジル）に所属
2018年8月20日より　TRIESTE FC（ブラジル）に移籍
2019年1月25日より　FC DOLANY （チェコ）に移籍（世界プロサッカー挑戦プロジェクト準合格）
2019年8月20日より   　ザスパクサツ群馬　チャレンジャーズに移籍2021年12月24日退団
2022年9月16日より　江の島FCに移籍

## 所属クラブ
- 押水中学校 サッカー部
- 星稜高等学校 サッカー部
- FC TOLEDO （ブラジル４部）
- TRIESTE FC（ブラジル）
- FC DOLANY （チェコ）
- ザスパクサツ群馬 チャレンジャーズ（日本 関東リーグ２部）
- 江の島FC